# 四角スイカ

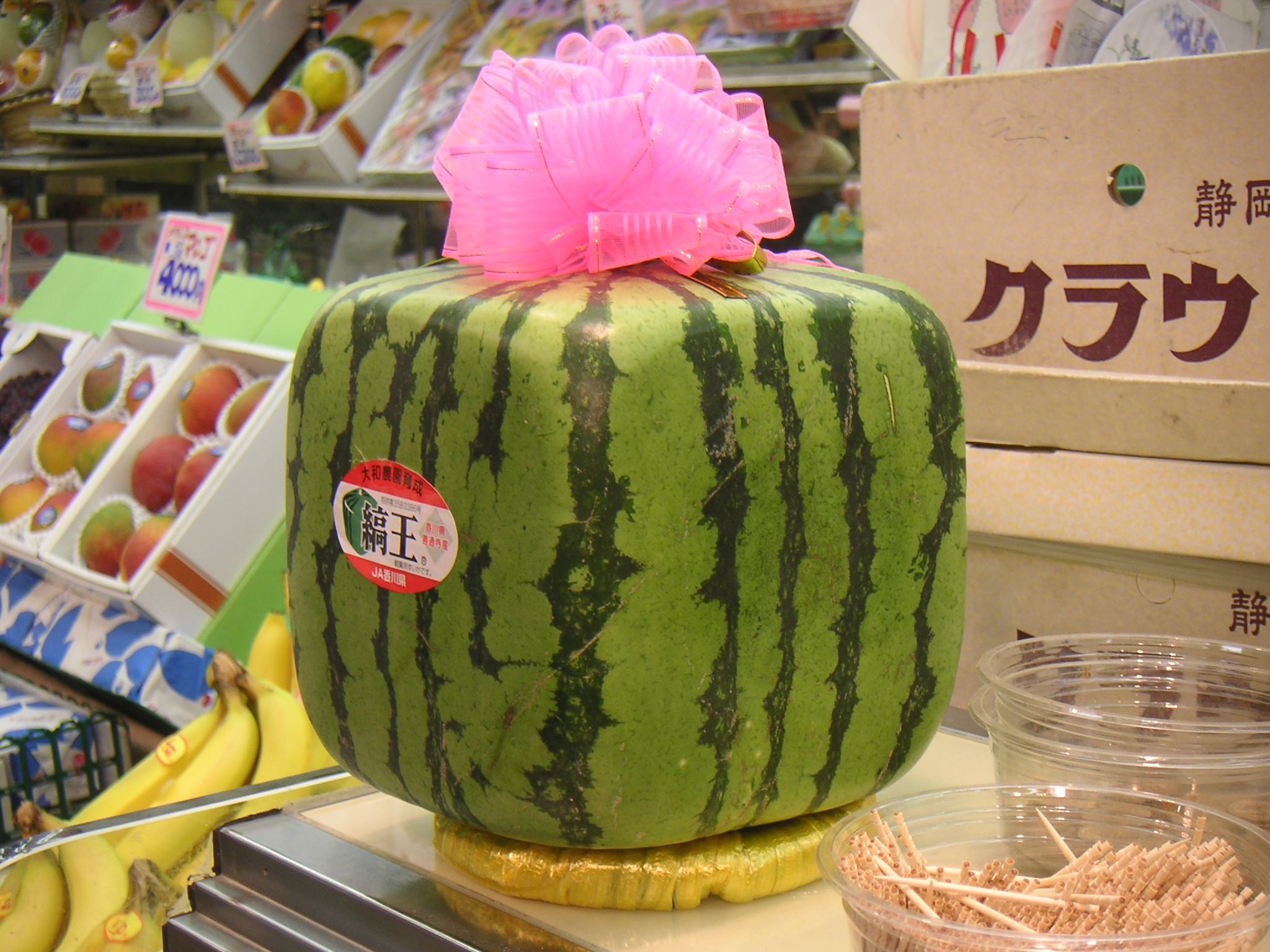
リボンで装飾された四角スイカ

四角スイカ（しかくスイカ）は、サイコロのような四角形に生育・出荷されたスイカであり、香川県善通寺市筆岡地区および周辺地域の特産品である。四角スイカが一定量流通している日本ではそこまで珍しくはないものの、「四角」である意味は単にその見た目の奇抜さだけであるにもかかわらず、卸売価格で1個あたり1万円と通常のスイカに比べ非常に高価である。2000年代の善通寺市からの年間出荷量は400個から600個程度。なお、このスイカは甘味がなく食用に向いておらず、専ら観賞用で約1年間腐らない。
四角いスイカが誕生して以降は、ハートやピラミッドなど新たな形のスイカもメディアに登場した。かつては日本国外にも出荷されていたほか、ドイツなど日本以外の国でも四角いスイカは流通している。
2019年6月14日、「善通寺産四角スイカ」は地理的表示保護制度に登録された。

## 四角い意味と理由

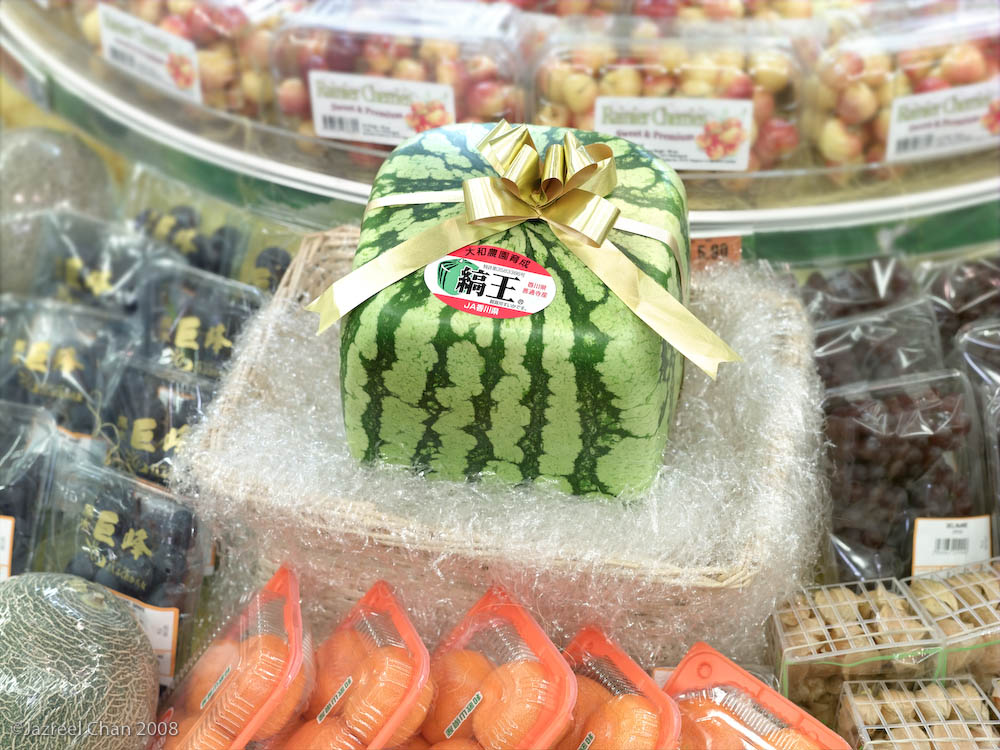
日本のスーパーに並ぶ四角スイカ

四角いスイカは1978年に小野友之によって観賞用として発明された。しかし、JA香川県善通寺西瓜部会長によると本来は食用を前提としており、冷蔵庫の中でもかさらばないというメリットがあると考えられていた。また（回転させなくても）切りやすくなることが開発の目的だったと説明されることもある。小野は銀座のギャラリーにこのスイカを展示するパフォーマンスを行っただけでなく、アメリカでパテントも取得している。
箱に入れられたスイカやメロンはその容れ物の形に育つ。四角スイカは、スイカが一定の大きさになったら鉄枠付きの四角いプラスチックケースに入れて育てられる。こうして作られた四角いスイカが、2000年代には日本中どこで買っても通常の球形のスイカの2倍から3倍の値段がするようになったことで、むしろ富裕層や流行に敏感な層を惹きつけるようになった。
つまり四角スイカはもともとは実用性を重視して開発されたと言われているにもかかわらず、その価格は実用的なものでなくなったのである。さらに、スイカを出荷段階まで四角の形にしておくには「中身」を犠牲にしなければならない。善通寺市で生産されている四角スイカには、品種としては「縞王」が使われているが、理想的な四角形に育てるためにはスイカが熟する前に収穫する必要があるため、甘さを備えていない。なお、スイカを四角くするためには、1本の苗に実が1個だけ残るように間引きし、栄養分を一か所に集中させる必要があり、その後も商品の価値を保護するために、実の表面に傷をつけないように厳格な栽培管理が必要だと言われる。

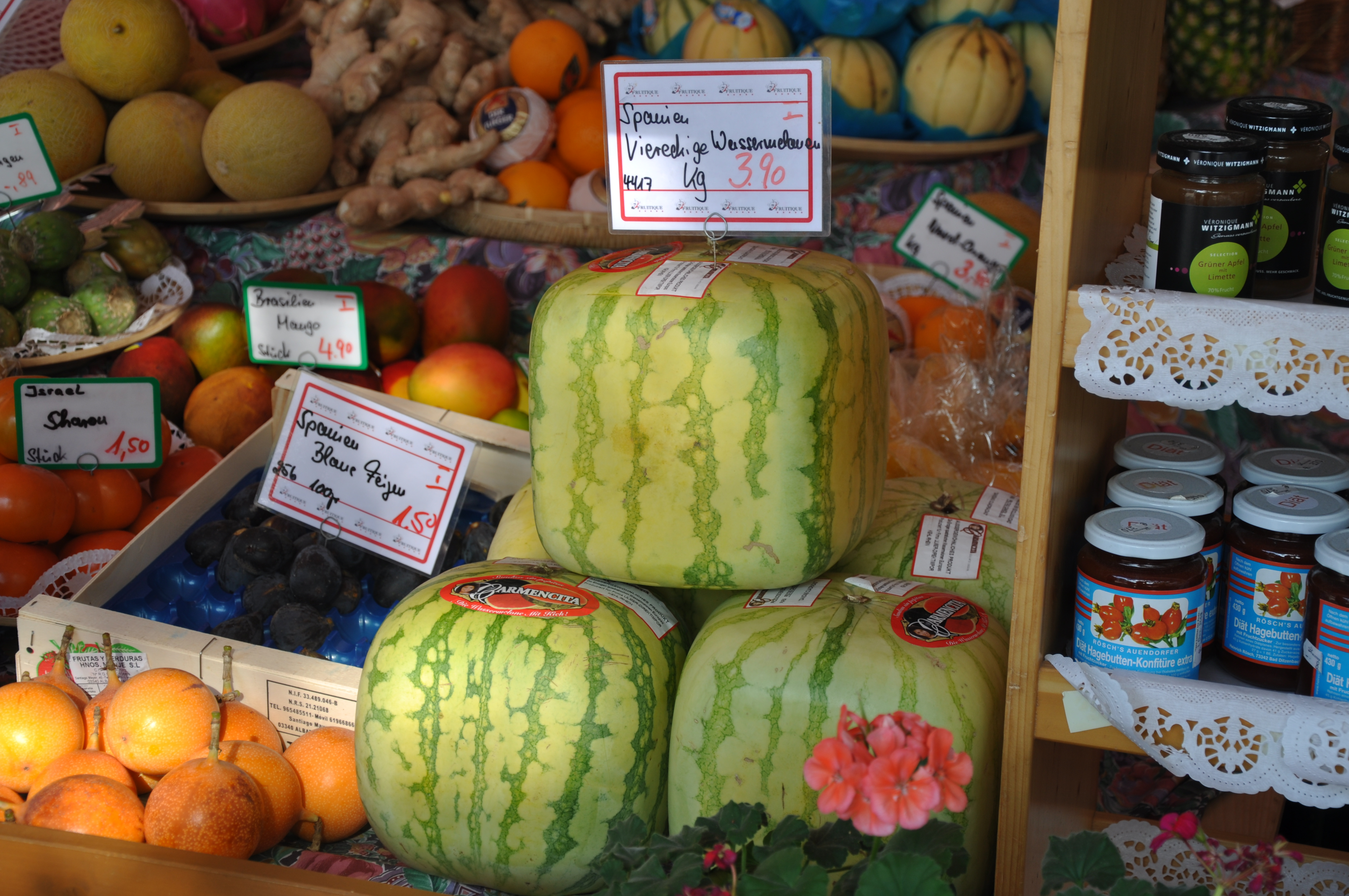
ミュンヘンの市場にて